# Groupe de NGC 807
Le groupe de NGC 807 comprend au moins cinq galaxies situées dans la constellation du Triangle. La distance moyenne entre ce groupe et la Voie lactée est d'environ 68,0 Mpc (∼222 millions d'al). 

## Membres
Le tableau ci-dessous liste les cinq galaxies du groupe indiquées dans l'article de A.M. Garcia paru en 1993. Trois de ces galaxies sont aussi mentionnées dans un article d'Abraham Mahtessian paru en 1998, soit NGC 807, UGC 1590 et UGC 1591 respectivement noté par Mahtessian 0203+2933 (pour CGCG 0203.2+2933) et 0203+2944 (pour CGCG 0203.3+2944).  
| Nom      | Class. | Type                        | α (J2000.0)   | δ (J2000.0) | Vitesse radiale (km/s) | m          | Distance (Mpc) | Dimension (kal) |
| -------- | ------ | --------------------------- | ------------- | ----------- | ---------------------- | ---------- | -------------- | --------------- |
| NGC 807  | E      | Elliptique                  | 02h 04m 55.6s | 28° 59′ 15″ | 4764 ± 12              | 12,5       | 66,5 ± 4,7     | 112             |
| UGC 1565 | SBdm   | Spirale barrée magellanique | 02h 04m 32.0s | 27° 55′ 36″ | 4698 ± 3               | 14,40      | 65,5 ± 4,5     | 102             |
| UGC 1590 | S0^-?  | Lenticulaire                | 02h 06m 04.0s | 29° 47′ 35″ | 4868 ± 14              | 13,47      | 68,1 ± 4,8     | 126             |
| UGC 1591 | S?     | Spirale                     | 02h 06m 12.4s | 29° 57′ 59″ | 4835 ± 25              | 13,26      | 67,6 ± 4,8     | 99              |
| Mk 365   | Sc     | Spirale                     | 02h 04m 18.5s | 28° 39′ 21″ | 5151 ± 5               | 13,2 ± 0,3 | 72,2 ± 5,1     | 70              |

Le site DeepskyLog permet de trouver aisément les constellations des galaxies mentionnées dans ce tableau ou si elles ne s'y trouvent pas, l'outil du site constellation permet de le faire à l'aide des coordonnées de la galaxie. Sauf indication contraire, les données proviennent du site NASA/IPAC.